# 16bit Sensation
16bit Sensation: Watashi to Minna ga Tsukutta Bishōjo Game  (16bitセンセーション 私とみんなが作った美少女ゲーム Jūroku Bitto Sensēshon Watashi to Minna ga Tsukutta Bishōjo Gēmu?), conocida en inglés 16bit Sensation: Another Layer, es un manga japonés conceptualizado por Misato Mitsumi, Tatsuki Amazuyu y Tamiki Wakaki e ilustrado por Wakaki. Se lanzó por primera vez como dōjinshi en Comic Market en diciembre de 2016; Kadokawa Shoten comenzó a publicarlo en volúmenes tankōbon recopilados en septiembre de 2020, con dos volúmenes lanzados en noviembre de 2021. 
Una adaptación a serie de televisión de anime titulada 16bit Sensation: Another Layer, producida por Silver, se emitió entre octubre a diciembre de 2023.

## Sinopsis
La historia está ambientada en 1992 y gira en torno a Meiko Uehara, una estudiante universitaria que comienza a trabajar a tiempo parcial en una tienda de informática. Sin que ella lo sepa, en ese lugar en realidad se dedican a desarrollar videojuegos eróticos.

## Personajes
Konoha Akisato (秋里 コノハ Akisato Konoha?)
 Seiyū: Aoi Koga
Mamoru Rokuda (六田 守 Rokuda Mamoru?)
 Seiyū: Atsushi Abe 
Kaori Shimoda (下田 かおり Shimoda Kaori?)
 Seiyū: Ayako Kawasumi
Meiko Uehara (上原 メイ子 Uehara Meiko?)
 Seiyū: Yui Horie
Masaru Rokuda (六田 勝 Rokuda Masaru?)
 Seiyū: Kentarō Itō
Kiyoshi Gomikawa (五味川 清 Gomikawa Kiyoshi?)
 Seiyū: Jun Fukushima
Toya Yamada (山田 冬夜 Yamada Tōya?)
 Seiyū: Aya Yamane

## Contenido de la obra

### Manga
El manga fue ilustrado por Tamiki Wakaki, en colaboración con Misato Mitsumi y Tatsuki Amazuyu en la historia, y basado en sus experiencias de la vida real en Aquaplus, 16bit Sensation se distribuyó por primera vez como dōjinshi en Comic Market el 31 de diciembre de 2016. Kadokawa Shoten comenzó a publicar el manga en volúmenes recopilados de tankōbon el 14 de septiembre de 2020. Al 6 de noviembre de 2021, se lanzaron dos volúmenes.

### Anime
En diciembre de 2022 se anunció que el manga recibiría una adaptación al anime. Aniplex en AnimeJapan anunció más tarde que la adaptación sería una serie de televisión titulada 16bit Sensation: Another Layer. Estará animado por el estudio Silver y dirigido por Takashi Sakuma, con una historia original escrita por Tatsuya Takahashi y Wakaki, diseños de personajes de Masakatsu Sakaki y música compuesta por Yashikin. Se estrenó el 5 de octubre de 2023 en Tokyo MX y otras redes.  El tema de apertura, "65535", está interpretado por Shoko Nakagawa, mientras que el tema final, "Link~past and Future~", es interpretado por Aoi Koga como su personaje Konoha Akisato. Crunchyroll obtuvo la licencia de la serie fuera de Asia. Muse Communication obtuvo la licencia de la serie en el Sudeste Asiático.

#### Lista de episodios
| N.º en serie | Título | Dirigido por    | Escrito por       | Guionizado       | Fecha de emisión original |
| ------------ | --- | --------------- | ----------------- | ---------------- | ------------------------- |
| 1            | «¡¿He viajado al pasado?!» Transcripción: «Taimurīpu shichatta～!?» (en japonés: タイムリープしちゃったぁ～！？)              | Kentaro Mizuno  | Gō Zappa          | Takashi Sakuma   | 5 de octubre de 2023      |
| 2            | «¡Hagamos juegos bishoujo juntos!» Transcripción: «Issho ni Bishōjo Gēmu Tsukuro!» (en japonés: いっしょに美少女ゲーム作ろ！) | Naoyoshi Kusaka | Tatsuya Takahashi | Tetsuya Watanabe | 12 de octubre de 2023     |